# هوندا إس 2000
هوندا إس2000 هي أحد طرازات سيارات هوندا، صنعت في أبريل 1999 كجزء من الاحتفال بعيد الشركة الـ50. عرضت السيارة في معرض طوكيو للسيارات سنة 1995 لأول مرة، لكنها بدأت مبيعاتها لاحقًا في سنة 1999.
يوجد فئتين لهذه السيارة : إي بي 1 الذي كان منذ البداية وإي بي 2 الذي استعمل في السيارات المنتجة في 2003 وما بعدها. انتهى إنتاج السيارة في يونيو 2009.
ظهرت السيارة بالمرتبة الأولى في توب غير التابع للبي بي سي سنة 2004 و2005 و2006.
في نهاية 2008 باعت شركة هوندا 110,673 سيارة إس2000، منها 19,987 في أوروبا.